# マザーファッカー
マザーファッカー（mother-fucker, motherfucker）は英語の侮蔑用語。元々は北アメリカにおける俗語である。

## 概要
文字の原意は母親と近親相姦を行う人間のことを表す。それから派生して（母親を犯してしまう程の）クソ野郎、下衆野郎または最高だこの野郎、などのように使う。確認できる最初期の記録としては、1889年にテキサス高裁において形容詞的使用の“motherfucking”が記録されている 。相手を侮辱する言葉としては最上級の意味を持ち、全てのメディアで禁止用語となっている。
インターネットスラングでは、省略された“mofo”, “mf”, “mofu”, “mf'er”が使われる。